# Aristóclides (pintor)
Aristóclides (en griego antiguo: Ἀριστοκλείδης) fue un pintor mencionado por Plinio el Viejo como uno de los que merecían ser clasificados junto a los "maestros" en su arte. Se desconoce su edad y país. Pintó el templo de Apolo en Delfos. Se dice que era famoso entre el público de Atenas y que atrajo a muchos grandes artistas.
También había otro Aristóclides mencionado en la tercera Oda Nemea del poeta Píndaro, y es aparentemente el amigo de Píndaro a quien se dirige la oda. Aunque a menudo se escribe en español como "Aristóclides", el nombre de esta persona se translitera más comúnmente del griego como Aristocleidas.
Hubo otro Aristóclides, al parecer un tirano de la antigua Orcómeno griega, cuya primera referencia conocida se encuentra en el tratado sobre el matrimonio y la virginidad titulado Contra Joviniano, escrito por el padre de la Iglesia San Jerónimo. La historia que se cuenta de Aristóclides es que mató al padre de la virgen Estinfálides, a la que deseaba, y después la persiguió hasta el templo de la diosa Diana. Estinfálides se aferró a la estatua de Diana en el templo, negándose a entregarse a Aristoclides, y Aristóclides la apuñaló hasta la muerte. Este Aristóclides es el que se describe como "Aristóclides de Orcómeno" en el cuento de Franklin de los Cuentos de Canterbury de Geoffrey Chaucer, citado por un personaje como ejemplo de cómo deben comportarse las mujeres para preservar su virginidad.
Es posible que esta historia sea un relato mítico de la historia de Aristócrates de Orcómeno, que es similar.